# Apodemus pallipes
Apodemus pallipes е вид гризач от семейство Мишкови (Muridae). Видът не е застрашен от изчезване.

## Разпространение
Разпространен е в Афганистан, Индия, Киргизстан, Китай, Непал, Пакистан и Таджикистан.